# Březka (Velká Bíteš)
Březka (německy Birklein) je malá vesnice, část města Velká Bíteš v okrese Žďár nad Sázavou. Nachází se asi 4,5 km na západ od Velké Bíteše. V roce 2009 zde bylo evidováno 38 adres. V roce 2001 zde trvale žilo 96 obyvatel.
Březka leží v katastrálním území Březka u Velké Bíteše o rozloze 3,93 km2.